# Soulier d'or belge 1993
Le Soulier d'or 1993 est un trophée individuel, récompensant le meilleur joueur du championnat de Belgique sur l'ensemble de l'année 1993. Ceci comprend donc à deux demi-saisons, la fin de la saison 1992-1993, de janvier à juin, et le début de la saison 1993-1994, de juillet à décembre.

## Lauréat
Il s'agit de la quarantième édition du trophée, remporté par le milieu de terrain suédois du RSC Anderlecht Pär Zetterberg. Il est le premier joueur étranger récompensé depuis Robert Rensenbrink, en 1976. Arrivé très jeune à Anderlecht, il ne reçoit pas la confiance d'Aad de Mos, et est prêté pendant un an et demi au Sporting de Charleroi, où il éclate au grand jour. Il mène l'équipe carolo jusqu'à la finale en Coupe de Belgique, et termine le championnat à la septième place. Il revient ensuite au club bruxellois, où il obtient du temps de jeu. Il confirme son talent, il est appelé en équipe nationale suédoise, et obtient fort logiquement le Soulier d'Or.
Le podium est complété par le milieu de terrain du FC Bruges Lorenzo Staelens, et le buteur du Cercle de Bruges Josip Weber, qui termine à nouveau troisième pour la deuxième année consécutive.

## Top-3
| Place | Joueur           | Nationalité | Club(s)                                | Points |
| ----- | ---------------- | ----------- | -------------------------------------- | ------ |
| 1.    | Pär Zetterberg   |             | Sporting de Charleroi / RSC Anderlecht | 287    |
| 2.    | Lorenzo Staelens |             | FC Bruges                              | 150    |
| 3.    | Josip Weber      |             | Cercle Bruges                          | 144    |

### Sources
- (nl) Cet article est partiellement ou en totalité issu de l’article de Wikipédia en néerlandais intitulé « Belgische Gouden Schoen 1993 » (voir la liste des auteurs).